# Casa Santomaso

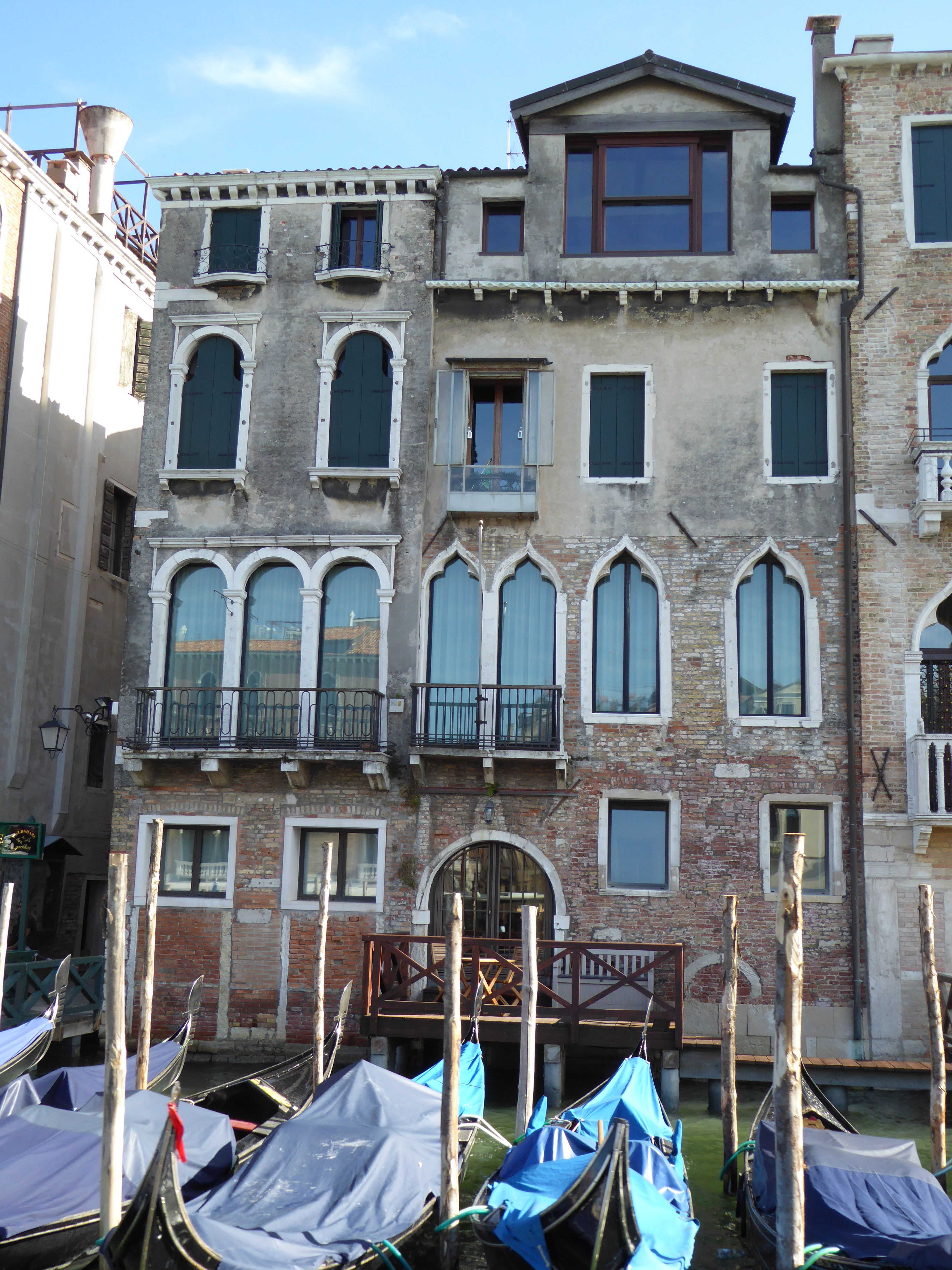
Casa Santomaso

Casa Santomaso ist ein Palast in Venedig in der italienischen Region Venetien. Er liegt im Sestiere Dorsoduro mit Blick auf den Canal Grande zwischen dem Palazzo Orio Semitecolo Benzon und dem Palazzetto Nani Mocenigo in der Nähe der Basilika Santa Maria della Salute.

## Geschichte
Der Palast stammt aus dem 15. Jahrhundert.

## Beschreibung
An der vierstöckigen Fassade zeigen sich sowohl gotische Elemente (rechts) als auch solche der Renaissance (links).
Der linke Teil hat im Erdgeschoss lediglich zwei rechteckige Fenster. Im ersten Hauptgeschoss ist ein Dreifach-Rundbogenfenster mit vorspringendem Balkon angebracht. Im zweiten Hauptgeschoss sitzen zwei einzelne Rundbogenfenster. Das Zwischengeschoss unter dem Dach zeigt zwei rechteckige Fenster mit kleinen, nicht vorspringenden Balkonen unter der gezahnten Dachtraufe. Auf dem Dach befinden sich vier Kaminköpfe und eine Aussichtsplattform.
Der rechte, gotische Teil ist breiter. Er hat im Erdgeschoss auf der linken Seite ein großes Rundbogenportal zum Wasser, neben dem rechts zwei kleine, rechteckige Einzelfenster liegen. Im ersten Hauptgeschoss ist auf der linken Seite ein Doppel-Kielbogenfenster angebracht, das mit einem vorspringenden Balkon versehen ist. Rechts daneben liegen zwei Einzelfenster gleicher Machart. Im zweiten Hauptgeschoss liegt über dem Doppelfenster ein rechteckiges Einzelfenster mit Balkon, der wohl neueren Datums ist. Rechts daneben liegen zwei rechteckige Einzelfenster. Das Dachgeschoss bildet eine riesige Dachgaube mit einem großen, modernen, quadratischen Fenster in der Mitte, flankiert von zwei kleinen, quadratischen Fenstern.